# Maxus G50
La Maxus G50  è un'autovettura prodotta dalla casa automobilistica cinese Shanghai Automotive Industry Corporation (SAIC) con marchio Maxus dall'ottobre 2019.

## Profilo
La G50 è la seconda monovolume prodotta dal marchio Maxus dopo la più grande Maxus G10.
Nel mercato cinese la Maxus G50 è disponibile al lancio con due propulsori turbo a benzina: uno da 1,3 litri, che produce 163 CV (120 kW) e 230 Nm, e uno da 1,5 litri che produce 169 CV (124 kW) e 250 Nm. La trasmissione è costituita da un cambio manuale a 6 marce o un automatico a doppia frizione a 7 marce.

### Maxus EUNIQ 5
La Maxus EUNIQ 5 (precedentemente chiamata EG50) è la versione elettrica della Maxus G50 a benzina. L'EUNIQ 5 è stata presentata al Salone dell'Auto di Shanghai nell'aprile 2019. Dal punto di vista stilistico, l'EUNIQ 5 aggiunge degli elementi di colore blu nelle griglie e nelle prese d'aria per differenziarsi dalla variante a benzina.
L'EUNIQ 5 è alimentato da un motore elettrico che produce 116 cavalli di potenza.